# Дан државности Србије (1990—2001)
Дан државности Србије је био државни празник Социјалистичке Републике Србије и Републике Србије који се прослављао 28. марта, а обележаван је од 1990. до 2001. године. Установљен је одлуком Скупштине СР Србије 21. фебруара 1990, у знак сећања на 28. март 1989. када су усвојени амандамни на Устав СР Србије чиме су знатно смањена овлашћења аутономних покрајина. Укинут је одлуком Народне скупштине Србије 10. јула 2001. доношењем новог Закона о државни и другим празницима, када је за нови Дан државности Србије одређен 15. фебруар. Заједно са старим Даном државности укинут је и Дан устанка народа Србије, који се обележавао 7. јула.